# Barbara Creecy
Barbara Dallas Creecy, née le 17 juin 1958 à Johannesbourg, est une femme politique sud-africaine, membre du congrès national africain et membre du parlement depuis mai 2019. 
Elle est ministre de l'Environnement, des forêts et des pêches du 30 mai 2019 au 16 juin 2024 dans le second gouvernement de Cyril Ramaphosa. Elle est alors la seule ministre du gouvernement Ramaphosa issue de la minorité blanche sud-africaine et la seule du groupe anglo-sud-africain. En Juillet 2024, elle est nommée Ministre des transports.
Ancienne militante anti-apartheid, elle avait été de 1994 à 2019, membre de l'Assemblée législative du Gauteng, membre du conseil exécutif du gouvernement provincial de 2004 à 2019, d'abord chargée des sports, des loisirs, des arts et de la culture (2004-2009) puis chargée de l'éducation (2009-2014) et enfin des finances (2014-2019). 

## Biographie
Fille d'un objecteur de conscience britannique émigré en Afrique du Sud, Barbara Creecy est née à Johannesbourg et est titulaire d'un baccalauréat spécialisé en sciences politiques de l'université de Witwatersrand ainsi que d'une maîtrise en politique publique et en gestion de l'université de Londres.
Militante anti-apartheid issue de la population blanche anglophone, elle sympathise pour le Congrès national africain alors qu'elle est encore étudiante à l'université de Witwatersrand et travaille ensuite pour le bureau civique du Front démocratique uni (UDF) ainsi que pour des ONG apportant un soutien à la formation et au développement des syndicats et des structures communautaires. En 1987, elle part en URSS pour suivre un entrainement militaire et revient en 1989 en Afrique du Sud. 
Elle est élue sur la liste de l'ANC à l'Assemblée législative de la nouvelle province du Gauteng en 1994 et en 2004, entre au gouvernement provincial de Mbhazima Shilowa où elle est chargée des sports, des loisirs, des arts et de la culture. Elle est confirmée en 2008 à ces fonctions par Paul Mashatile avant de prendre le portefeuille de l'éducation en 2009 puis en 2014, sous le gouvernement provincial de David Makhura, celui des finances. 
En mai 2019, Creecy est élue à l'Assemblée nationale sud-africaine sur la liste de l'ANC. Le 29 mai 2019, le président Cyril Ramaphosa la nomme ministre de l'Environnement, des Forêts et de la Pêche.